# Carl Zeller
Carl (ook Karl) Johann Adam Zeller, (St. Peter in der Au, bij Steyr, Neder-Oostenrijk, 19 juni 1842 – Baden (bij Wenen), 17 augustus 1898), was een Oostenrijks componist.

## Levensloop
Zeller kreeg zijn muzikale talent als erfgoed mee; zijn overgrootvader en grootvader waren beiden muziekleraar. Zijn vader, die overleed voor hij één jaar oud was, was echter medicus. Na diens dood hertrouwde zijn moeder met Ernest Friedinger.
De jonge Zeller had een goede stem en op 11-jarige leeftijd werd hij aangenomen als sopraan bij de Wiener Sängerknaben. Later ging hij naar het gymnasium, studeerde rechten en werkte, na vervulling van zijn militaire dienstplicht, als ambtenaar bij het Ministerie van Onderwijs te Wenen.
In zijn vrije tijd componeerde hij. Zijn eerste werk was de opéra comique Joconde, die al bij de première in het Theater an der Wien in 1876 groot succes oogstte. Zellers muzikale loopbaan bracht hem spoedig van de opera naar de operette. De operette Der Vogelhändler uit 1891 is zijn bekendste werk, en werd zelfs een van de bekendste operettes aller tijden. Dat is bijzonder merkwaardig, aangezien het zogenaamde Gouden operettetijdperk, met componisten als Johann Strauß, Karl Millöcker en Franz von Suppé, eigenlijk al voorbij was.
In zijn geboorteplaats bevindt zich het Carl Zeller-museum.

## Composities

### Werken voor harmonieorkest
- Grubenlichter Walzer uit de operette "Der Obersteiger"
- Schenkt man sich Rosen in Tirol uit de operette "Der Vogelhändler"

### Muziektheater

#### Opera's
| Voltooid in | titel         | aktes   | première      | libretto                     |
| ----------- | ------------- | ------- | ------------- | ---------------------------- |
| 1876        | Joconde       | 3 aktes | 1876, Wenen   | Moritz West en Ernest Moret  |
| 1879        | Die Fornarina | 3 aktes | 1879, München | Moritz West en Richard Genée |

#### Operettes
| Voltooid in | titel                                                              | aktes   | première                                    | libretto                   |
| ----------- | ------------------------------------------------------------------ | ------- | ------------------------------------------- | -------------------------- |
| 1880        | Die Carbonari                                                      | 3 aktes | 27 november 1880 Wenen, Carl-Theater        | Moritz West en F. Zell     |
| 1886        | Der Vagabund                                                       | 3 aktes | 30 oktober 1886, Wenen, Carl-Theater        | Moritz West en Ludwig Held |
| 1890-1891   | Der Vogelhändler                                                   | 3 aktes | 10 januari 1891, Wenen, Theater an der Wien | Moritz West en Ludwig Held |
| 1893        | Der Obersteiger                                                    | 3 aktes | 5 januari 1894, Wenen, Theater an der Wien  | Moritz West en Ludwig Held |
| 1898        | Der Kellermeister; (voltooid door Johann Brandl en Rudolf Raimann) | 3 aktes | 21 december 1901, Wenen, Raimund-Theater    | Moritz West                |